# Jardín Botánico de Talence
El Jardín botánico de Talence (en francés: Jardin botanique de Talence) es un pequeño jardín botánico, de 0.2 hectáreas de extensión, administrado por la Université Victor-Segalen Bordeaux 2, que se encuentra en Talence, Francia.
Este jardín botánico es miembro de la prestigiosa «Jardins botaniques de France et des pays francophones».
El código de identificación del Jardin botanique de Talence como  miembro del "Botanic Gardens Conservation Internacional" (BGCI), así como las siglas de su herbario es TALEB.

## Localización
Se ubica en el interior del parque del "Château Peixotto" de 1.8 hectáreas en el nº 1, avenue du Maréchal Leclerc, Talence, Gironde, Aquitania, Francia.
Jardin Botanique de Talence, c/o Laboratoire de Mycologie et Biotechnologie Vegetale, Faculte des Sciences Pharmaceutiques, 3, place de la Victoire, 33000 Bordeaux-Burdeos, France-Francia.
El parque del castillo está abierto a diario todo el año al público en general y la entrada es gratuita, el jardín botánico solamente es visitable por estudiantes y profesionales.

## Historia
Fue creado en 1886.
Actualmente está administrado por la Universidad Victor Segalen Bordeaux 2.

## Colecciones
El jardín botánico alberga unas 750 especies de plantas de interés médico o farmacéutico.
Entre sus colecciones especiales destacan:
- Plantas medicinales de interés farmacéutico.
- Gimnospermas con 41 taxones,
- Colección de Quercus con 98 taxones,
- Colección de Cucurbitaceae, con unos 1000 taxones

Especies de las familias Loasaceae, Hydrocototylaceae, Calyceraceae, Morinaceae, Molluginaceae.
Entre sus equipamientos destacan 2 invernaderos, una Orangerie y un aulario.